# Aphnaeus taposana
Aphnaeus taposana är en fjärilsart som beskrevs av Riley 1932. Aphnaeus taposana ingår i släktet Aphnaeus och familjen juvelvingar. Inga underarter finns listade i Catalogue of Life.